# عقد 1690
عقد 1690 هو عقد امتد بين 1 يناير 1690 و31 ديسمبر 1699 بحسب التقويم الميلادي. سبقه عقد 1680 ولحقه عقد 1700.

## أحداث
- قرار مجلس الأمن التابع للأمم المتحدة رقم 1696 (1696)
- معركة زانطة (1697)
- معركة سيناي (1696)
- زلزال جامايكا 1692 (1692)
- معركة سلنكمان (1691)
- معركة أولاش (1696)
- معركة لوجاس (1695)
- معركة يوشتيشكو (1694)

## مواليد
- كريستيان غولدباخ (1690)

## وفيات
- شارل الخامس، دوق لورين (1690)
- جيرمان مويت (1691)
- شارل لوبران (1690)
- ماريا آنا فيكتوريا من بافاريا (1690)
- جيسينا تير بورخ (1690)

## كتب
- Yves Denis Papin (1998). Chronologie de l'histoire ancienne. Lieu de publication non identifié: Éditions Jean-paul Gisserot. ISBN:2-87747-346-5. OCLC:40746926. مؤرشف من الأصل في 2022-03-16.
- موسوعة حضارة العالم (2002) لأحمد محمد عوف.

## روابط خارجية
- تصفح سنة بسنة عقد 1690 على موقع onthisday.com
- تصفح سنة بسنة عقد 1690 ابتداءً من سنة عقد 1690 على موقع المكتبة الوطنية الفرنسية